# Jönköpingsbanan
Jönköpingsbanan är en järnväg som går mellan Nässjö och Falköping. Den är enkelspårig och elektrifierad.
Banan trafikeras av persontåg från Jönköpings länstrafik och Västtågen där Jönköpings länstrafiks biljetter gäller på delen av Jönköpingsbanan inom Jönköpings län. SJ trafikerar också banan från Jönköping mot Nässjö och Stockholm med en avgång dagligen i varje riktning.
Järnvägen har järnvägsstationerna Nässjö, Forserum, Tenhult, Huskvarna. Jönköping, Bankeryd, Habo, Mullsjö, Sandhem och Falköping. 

## Historik
Namnet Jönköpingsbanan för sträckan mellan Falköping och Nässjö fastställdes 1990 av dåvarande Banverket.
Banan byggdes ursprungligen 1858–1864 som en del av Södra stambanan. Från Malmö åkte man på Södra stambanan norrut, via Nässjö och Jönköping till Falköping, som var en station på Västra stambanan (Göteborg-Stockholm). Här gick färden antingen vidare österut med slutstation Stockholm, eller västerut mot Göteborg.
Bygget norrifrån påbörjades redan 1858, efter Västra stambanan byggts klart till Falköping och snart efter fortsatte arbeten längs hela sträckan mot Mullsjö.
År 1861 hade ännu inte den exakta sträckningen mellan Mullsjö och Jönköping bestämts. Nils Ericsson, som var chef för byggandet av Sveriges stambanor, skrev i sin kvartalsrapport att ingen sträcka i landet krävt så mycket undersökningar som sträckan norr om Jönköping.
Den 8 november 1862 invigdes sträckan Falköping-Mullsjö, samtidigt med Västra stambanan. Vid detta datum var trafiken på Södra stambanan bara igång till Liatorp, norr om Älmhult.
Sträckan Mullsjö-Jönköping invigdes den 1 december 1863 och därmed var hela sträckan norrut från Jönköping klar. Södra stambanan öppnade den 1 oktober samma år upp trafik till Alvesta, men hade fortfarande inte nått Nässjö.
Under 1864 öppnades Södra stambanan för trafik, först till Lammhult den 1 juni och därefter till Sandsjö den 1 oktober.
Hela Jönköpingsbanan (Nässjö-Jönköping) öppnades för trafik den 1 december 1864, desamtidigt som hela Södra stambanan invigdes.
Sedan dåvarande Östra stambanan färdigställts 1874 mellan Nässjö och Katrineholm, har den sträckan helt övertagit Jönköpingsbanans funktion som spårförbindelse mellan Stockholm och södra Sverige. År 1892 kunde man även åka mellan Malmö och Göteborg på järnvägarna längs västkusten, den sträcka som efter förstatligandet 1896 döptes till Västkustbanan, vilket bidrog till  att det långväga resandet över Jönköpingsbanan minskade.
Jönköpingsbanan elektrifierades år 1932, och ungefär vid denna tid fanns förslag på att bygga dubbelspår mellan Tenhult och Mullsjö, men det blev inte av.

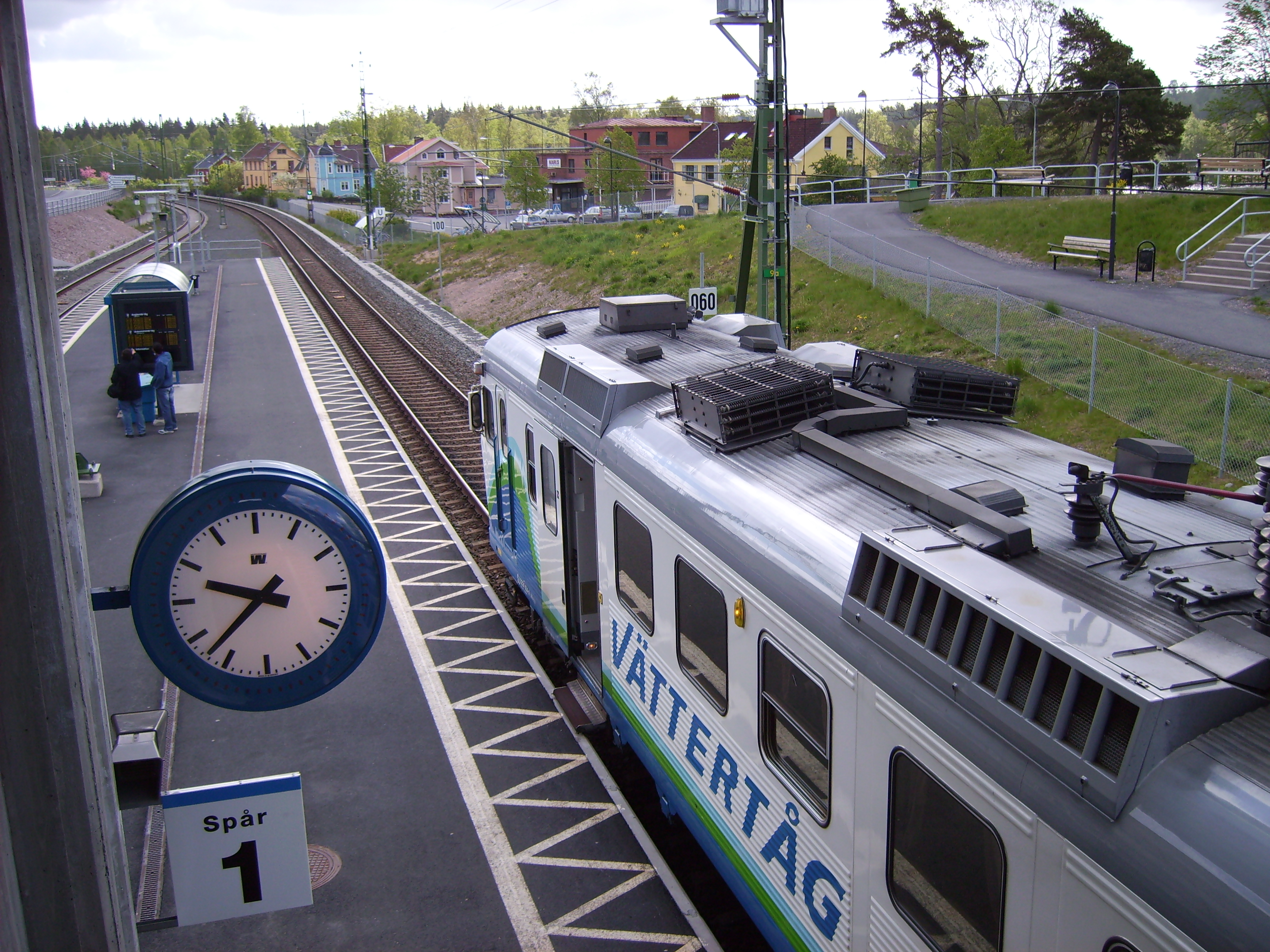
Mullsjö järnvägsstation